# Phare de Kolbeinstangi
Le phare de Kolbeinstangi est un phare situé dans la région d'Austurland, dans le village de Vopnafjörður.